# Temporada do Sporting Clube de Portugal de 2011–12
Este artigo mostra as estatísticas do Sporting Clube de Portugal nas competições e jogos que disputou durante a temporada 2011-12.

## Jogadores
| Guarda-Redes | Guarda-Redes | Guarda-Redes   |
| Nº           | Nac.         | Nome           |
| ------------ | ------------ | -------------- |
| 1            | Portugal     | Rui Patrício   |
| 12           | Brasil       | Marcelo Boeck  |
| 16           | Portugal     | Tiago Ferreira |
| 32           | Brasil       | Victor Golas   |

| Defesas | Defesas        | Defesas           |
| Nº      | Nac.           | Nome              |
| ------- | -------------- | ----------------- |
| 2       | Peru           | Alberto Rodríguez |
| 3       | Portugal       | Daniel Carriço    |
| 4       | Brasil         | Ânderson Polga    |
| 5       | Estados Unidos | Oguchi Onyewu     |
| 6       | Portugal       | Evaldo            |
| 19      | Colômbia       | Santiago Arias    |
| 47      | Portugal       | João Pereira      |
| 88      | Portugal       | João Gonçalves    |
| 89      | França         | Atila Turan       |

| Médios | Médios        | Médios           |
| Nº     | Nac.          | Nome             |
| ------ | ------------- | ---------------- |
| 8      | Países Baixos | Stijn Schaars    |
| 10     | Rússia        | Marat Izmailov   |
| 11     | Espanha       | Diego Capel      |
| 14     | Chile         | Matías Fernández |
| 21     | Argentina     | Fabián Rinaudo   |
| 22     | Uruguai       | Luis Aguiar      |
| 25     | Portugal      | Bruno Pereirinha |
| 26     | Portugal      | André Santos     |
| 28     | Portugal      | André Martins    |
| 30     | Guiné-Bissau  | Zezinho          |

| Avançados | Avançados     | Avançados      |
| Nº        | Nac.          | Nome           |
| --------- | ------------- | -------------- |
| 7         | Bulgária      | Valeri Bojinov |
| 9         | Países Baixos | Wolfswinkel    |
| 18        | Peru          | André Carrillo |
| 20        | Portugal      | Yannick Djaló  |
| 23        | Portugal      | Helder Postiga |
| 33        | Chile         | Diego Rubio    |

## Pré-Temporada
| 9 julho 2011 Amigável | Sporting CP                  | 3 – 0  | Alta de Lisboa | Alcochete, Portugal        |  |
| 11:00 CEST            | Postiga 16' · Rubio 34', 70' | Report |                | Estádio: Academia Sporting |  |

| 13 julho 2011 Amigável | Presikhaaf | 0 – 8  | Sporting CP                                                                          | Arnhem, Netherlands               |  |
| 19:00 CEST             |            | Report | Postiga 2', 6', 39' · Rubio 19' · Carriço 24' · Van Wolfswinkel 66', 72' · Bruma 67' | Estádio: Sportpark De Schuytgraaf |  |

| 16 julho 2011 Amigável | Telstar | 0 – 3  | Sporting CP                                          | Arnhem, Netherlands                                       |  |
| 18:00 CEST             |         | Report | Postiga 34' · Rubio 65' · Van Wolfswinkel 73' (pen.) | Estádio: Sportpark De Schuytgraaf Árbitro: Danny Makkelie |  |

| 18 julho 2011 Amigável | Ankaragücü | 0 – 3  | Sporting CP                                                | Wezep, Netherlands               |  |
| 18:00 CEST             |            | Report | Postiga 7' · Van Wolfswinkel 42' (pen.) · Rubio 78' (pen.) | Estádio: Sportpark Mulderssingel |  |

| 24 julho 2011 WFC 2011 | Sporting CP    | 2 – 1  | Juventus      | Toronto, Ontario, Canada                                 |  |
| 00:00 CEST             | Djaló 13', 36' | Report | Del Piero 80' | Estádio: BMO Field Público: 10,028 Árbitro: Drew Fischer |  |

| 30 julho 2011 Amigável | Sporting CP | 0 – 3 | Valencia                             | Lisbon, Portugal               |  |
| 19:45 CEST             |             |       | Bernat 6' · Soldado 31' · Piatti 42' | Estádio: Estádio José Alvalade |  |

| 5 agosto 2011 Troféu Ramón de Carranza | Málaga | 3 – 1 | Sporting CP | Cádiz, Spain                       |  |
| --:-- CEST                             |        |       |             | Estádio: Estadio Ramón de Carranza |  |

| 6 agosto 2011 Troféu Ramón de Carranza | Udinese                     | 2 – 2 | Sporting CP    | Cádiz, Spain                       |  |
| --:-- CEST                             | Badu 13' · Floro Flores 81' |       | Rubio 49', 92' | Estádio: Estadio Ramón de Carranza |  |

## Competições

### Primeira Liga

#### Tabela classificativa
| # | Equipa    | Pts | J  | V  | E | D | GM | GS | DG  | M       | Qualificação/Relegação                                      |
| - | --------- | --- | -- | -- | - | - | -- | -- | --- | ------- | ----------------------------------------------------------- |
| 1 | FC Porto  | 75  | 30 | 23 | 6 | 1 | 69 | 19 | +50 | Estável | Fase de Grupos da Liga dos Campeões da UEFA de 2012/13      |
| 2 | Benfica   | 69  | 30 | 21 | 6 | 3 | 66 | 27 | +39 | Estável | Fase de Grupos da Liga dos Campeões da UEFA de 2012/13      |
| 3 | Sp. Braga | 62  | 30 | 19 | 5 | 6 | 59 | 29 | +30 | Estável | 3ª Pré-Eliminatória da Liga dos Campeões da UEFA de 2012/13 |
| 4 | Sporting  | 59  | 30 | 18 | 5 | 7 | 47 | 26 | +21 | Estável | Play-Offs da Liga Europa da UEFA de 2012/13                 |
| 5 | Maritímo  | 50  | 30 | 14 | 8 | 8 | 41 | 38 | +3  | Estável | 3ª Pré-Eliminatória da Liga Europa da UEFA de 2012/13       |

#### Jogos
| 13 agosto 2011 1 | Sporting CP  | 1 – 1  | Olhanense   | Lisbon                                                                |  |
|                  | Izmailov 76' | Report | Eduardo 30' | Estádio: Estádio José Alvalade Público: 33,248 Árbitro: Carlos Xistra |  |

| 21 agosto 2011 2 | Beira-Mar | 0 – 0  | Sporting CP | Aveiro                                                                         |  |
|                  |           | Report |             | Estádio: Estádio Municipal de Aveiro Público: 15,548 Árbitro: Fernando Martins |  |

| 28 agosto 2011 3 | Sporting CP                | 2 – 3 | Marítimo                                   | Lisbon                                                                |  |
|                  | Izmailov 38' · Jeffrén 75' |       | Rafael Miranda 49' · Sami 52' · Baba 90+1' | Estádio: Estádio José Alvalade Público: 27,965 Árbitro: Pedro Proença |  |

| 10 setembro 2011 4 | Paços de Ferreira | 2 – 3 | Sporting CP                                    | Paços de Ferreira                                                   |  |
|                    | Michel 5', 55'    |       | Izmailov 75' · Elias 78' · Van Wolfswinkel 83' | Estádio: Estádio da Mata Real Público: 2,896 Árbitro: Paulo Batista |  |

| 19 setembro 2011 5 | Rio Ave                | 2 – 3 | Sporting CP                                  | Vila do Conde                                                      |  |
|                    | Atsu 48' · Yazalde 63' |       | Schaars 2' · Van Wolfswinkel 3' · Onyewu 74' | Estádio: Estádio do Rio Ave FC Público: 4,308 Árbitro: Hugo Miguel |  |

| 24 setembro 2011 6 | Sporting CP                          | 3 – 0 | Vitória de Setúbal | Lisbon                                                                |  |
|                    | Schaars 2' · Van Wolfswinkel 8', 15' |       |                    | Estádio: Estádio José Alvalade Público: 33,261 Árbitro: Cosme Machado |  |

| 2 outubro 2011 7 | Vitória de Guimarães | 0 – 1 | Sporting CP | Guimarães                                                   |  |
|                  |                      |       | Capel 7'    | Estádio: Estádio D. Afonso Henriques Árbitro: Carlos Xistra |  |

| 24 outubro 2011 8 | Sporting CP                                                                   | 6 – 1 | Gil Vicente              | Lisbon                                                              |  |
|                   | Carriço 7' · Van Wolfswinkel 58' (pen.) · Capel 62', 65' · Bojinov 79', 90+2' |       | Roberto Calmon Félix 75' | Estádio: Estádio José Alvalade Público: 30,103 Árbitro: João Capela |  |

| 30 outubro 2011 9 | Feirense | 0 – 2 | Sporting CP                              | Aveiro                                                                     |  |
|                   |          |       | Van Wolfswinkel 64' (pen.) · Schaars 77' | Estádio: Estádio Municipal de Aveiro Público: 14,848 Árbitro: André Gralha |  |

| 6 novembro 2011 10 | Sporting CP                                      | 3 – 1 | União de Leiria | Lisbon                                                              |  |
|                    | Fernández 8', 50' · Van Wolfswinkel 90+3' (pen.) |       | Djaniny 21'     | Estádio: Estádio José Alvalade Público: 34,214 Árbitro: Manuel Mota |  |

| 26 novembro 2011 11 | Benfica    | 1–0 | Sporting CP | Lisbon                                                       |  |
|                     | García 42' |     |             | Estádio: Estádio da Luz Público: 63,146 Árbitro: João Capela |  |

| 10 dezembro 2011 12 | Sporting CP | 1 – 0 | Nacional | Lisbon                                                               |  |
|                     | Onyewu 22'  |       |          | Estádio: Estádio José Alvalade Público: 40,405 Árbitro: Vasco Santos |  |

| 18 dezembro 2011 13 | Académica | 1 – 1  | Sporting CP | Coimbra                                                               |  |
|                     | Éder 28'  | Report | Elias 80'   | Estádio: Estádio Cidade de Coimbra Público: 10,454 Árbitro: Rui Costa |  |

| 8 janeiro 2012 14 | Sporting CP | 0 – 0 | Porto | Lisbon                                                                |
|                   |             |       |       | Estádio: Estádio José Alvalade Público: 48,855 Árbitro: Pedro Proença |

| 15 janeiro 2012 15 | Braga                  | 2 – 1  | Sporting CP  | Braga                                                                    |  |
|                    | Barbosa 51' · Lima 64' | Report | Carrillo 74' | Estádio: Estádio Municipal de Braga Público: 16,802 Árbitro: João Capela |  |

| 23 janeiro 2012 16 | Olhanense | 0 – 0  | Sporting CP | Olhão, Portugal                                                    |  |
|                    |           | Report |             | Estádio: Estádio José Arcanjo Público: 4,066 Árbitro: Vasco Santos |  |

| 29 janeiro 2012 17 | Sporting CP     | 2 – 0  | Beira-Mar | Lisbon, Portugal                                                     |  |
|                    | Onyewu 18', 27' | Report |           | Estádio: Estádio José Alvalade Público: 38,405 Árbitro: Duarte Gomes |  |

| 11 fevereiro 2012 18 | Marítimo                   | 2 – 0  | Sporting CP | Madeira, Portugal                                                    |  |
|                      | Benachour 21' · Danilo 50' | Report |             | Estádio: Estádio dos Barreiros Público: 4,600 Árbitro: Cosme Machado |  |

| 19 fevereiro 2012 19 | Sporting CP        | 1 – 0  | Paços de Ferreira | Lisbon, Portugal                                                       |  |
|                      | Ricardo 36' (o.g.) | Report |                   | Estádio: Estádio José Alvalade Público: 28,418 Árbitro: Jorge Ferreira |  |

| 26 fevereiro 2012 20 | Sporting CP  | 1 – 0  | Rio Ave | Lisbon, Portugal                                                       |  |
|                      | Izmailov 34' | Report |         | Estádio: Estádio José Alvalade Público: 25,107 Árbitro: Paulo Baptista |  |

| 3 março 2012 21 | Vitória de Setúbal | 1 – 0  | Sporting CP | Setúbal, Portugal                                               |  |
|                 | Amaro 19'          | Report |             | Estádio: Estádio do Bonfim Público: 4,000 Árbitro: André Gralha |  |

| 11 março 2012 22 | Sporting CP                                                                  | 5 – 0  | Vitória de Guimarães | Lisbon, Portugal                                                          |  |
|                  | Van Wolfswinkel 21' · Fernández 50' · Izmailov 70' (pen.) · Jeffrén 80', 87' | Report |                      | Estádio: Estádio José Alvalade Público: 33,349 Árbitro: Artur Soares Dias |  |

| 19 março 2012 23 | Gil Vicente            | 2 – 0  | Sporting CP | Barcelos, Portugal                                                       |  |
|                  | Galo 13' · Cláudio 56' | Report |             | Estádio: Estádio Cidade de Barcelos Público: 6,480 Árbitro: Bruno Paixão |  |

| 24 março 2012 24 | Sporting CP      | 1 – 0   | Feirense | Lisbon, Portugal                                                     |  |
|                  | Capel 15' (pen.) | Summary |          | Estádio: Estádio José Alvalade Público: 29,509 Árbitro: Vasco Santos |  |

| 1 abril 2012 25 | União de Leiria | 0 – 1  | Sporting CP     | Leiria, Portugal                                                                   |  |
|                 |                 | Report | Fernández 90+1' | Estádio: Estádio Municipal da Marinha Grande Público: 4,930 Árbitro: Pedro Proença |  |

| 9 abril 2012 26 | Sporting CP                | 1–0 | Benfica | Lisbon                                                                    |  |
|                 | Van Wolfswinkel 18' (pen.) |     |         | Estádio: Estádio José Alvalade Público: 47,230 Árbitro: Artur Soares Dias |  |

| 22 abril 2012 27 | Nacional               | 2 – 3  | Sporting CP                                       | Madeira                                                           |  |
|                  | Mateus 34' · Keita 75' | Report | Rubio 12' · Neto 31' · Van Wolfswinkel 77' (pen.) | Estádio: Estádio da Madeira Público: 4,000 Árbitro: Carlos Xistra |  |

| 30 abril 2012 28 | Sporting CP                                                                | 2 – 1   | Académica                                                               | Lisbon                                                                                |  |
|                  | Carrillo 30' · Capel 36' · Van Wolfswinkel 77' · Schaars 79' · Carriço 85' | Summary | Simão 9' · Polga 44' (o.g.) · Edinho 72' · Nivaldo 81' · Rui Miguel 84' | Estádio: Estádio José Alvalade Árbitro: Hugo Filipe Ferreira de Campos Moreira Miguel |  |

| 5 maio 2012 29 | Porto                                                                                        | 2 – 0   | Sporting CP                            | Porto                                                             |  |
|                | Săpunaru 14' · Moutinho 41' · Fernando 43', 90+2' · González 49' · Hulk 82' (pen.), 89', 83' | Summary | Carrillo 16' Onyewu 20', 67' Polga 81' | Estádio: Estádio do Dragão Público: 50,212 Árbitro: Pedro Proença |  |

| 12 maio 2012 30 | Sporting CP                                                                         | 3 – 2   | Braga                                                      | Lisbon                                                                                  |  |
|                 | Van Wolfswinkel 34', 61', 84' · Elias 62' · Evaldo 87' · Carriço 89' · Patrício 90' | Summary | Elderson 53' · Barbosa 57' · Mossoró 62' · Lima 88' (pen.) | Estádio: Estádio José Alvalade Público: 37,820 Árbitro: Marco Bruno dos Santos Ferreira |  |

### Taça de Portugal
| 16 outubro 2011 3ª Eliminatória | Famalicão | 0 – 2 | Sporting CP              | Vila Nova de Famalicão, Portugal                          |  |
|                                 |           |       | Van Wolfswinkel 62', 67' | Estádio: Municipal 22 de Junho Árbitro: Artur Soares Dias |  |

| 18 novembro 2011 4ª Eliminatória | Sporting CP           | 2 – 0 | S.C. Braga | Lisboa, Portugal                                    |  |
|                                  | Capel 14' · Insúa 21' |       |            | Estádio: Estádio José Alvalade Árbitro: Jorge Sousa |  |

| 5 dezembro 2011 Oitavos-de-final | Sporting CP                       | 2 – 0 | Belenenses | Lisboa, Portugal                                      |  |
|                                  | Van Wolfswinkel 50' · Schaars 66' |       |            | Estádio: Estádio José Alvalade Árbitro: Bruno Esteves |  |

| 22 dezembro 2011 Quartos-de-final | Sporting CP                                           | 3 – 0  | Marítimo | Lisboa, Portugal                                          |  |
|                                   | Carrillo 48' · Van Wolfswinkel 60' (pen.) · Insúa 82' | Report |          | Estádio: Estádio José Alvalade Árbitro: Artur Soares Dias |  |

| 11 janeiro 2012 1ª mão das meias-finais | Sporting CP               | 2 – 2  | Nacional                    | Lisbon, Portugal                                       |  |
|                                         | Elias 75' · Schaars 90+6' | Report | Rondón 36' · Candeias 45+1' | Estádio: Estádio José Alvalade Árbitro: Paulo Baptista |  |

| 8 fevereiro 2012 2ª mão das meias-finais | Nacional     | 1 – 3  | Sporting CP                                       | Madeira, Portugal                                           |  |
|                                          | Barcelos 63' | Report | Rinaudo 18' · Van Wolfswinkel 75' · Pereira 90+4' | Estádio: Estádio da Madeira, Funchal Árbitro: Pedro Proença |  |

| 20 maio 2012 Final | Sporting CP | 0 – 1     | Académica  | Oeiras, Portugal                                                  |  |
| 17:00 UTC+1        |             | Relatório | Marinho 4' | Estádio: Estádio Nacional Público: 37,522 Árbitro: Paulo Baptista |  |

### Taça da Liga

#### Fase de grupos
| Equipa      | J | V | E | D | GM | GS | DG | Pts |
| ----------- | - | - | - | - | -- | -- | -- | --- |
| Gil Vicente | 3 | 2 | 1 | 0 | 4  | 2  | +2 | 7   |
| Moreirense  | 3 | 1 | 1 | 1 | 3  | 3  | 0  | 4   |
| Sporting CP | 3 | 0 | 2 | 1 | 2  | 3  | -1 | 2   |
| Rio Ave     | 3 | 0 | 2 | 1 | 2  | 3  | -1 | 2   |

| 2 janeiro 2012 1 | Rio Ave        | 1 – 1 | Sporting CP | Vila do Conde                                                        |  |
|                  | João Tomás 16' |       | Onyewu 87'  | Estádio: Estádio do Rio Ave FC Público: 3,188 Árbitro: Cosme Machado |  |

| 19 janeiro 2012 2 | Sporting CP | 1 – 1  | Moreirense | Lisbon                                                                 |  |
|                   | Capel 28'   | report | Ghilas 35' | Estádio: Estádio José Alvalade Público: 17,440 Árbitro: Marco Ferreira |  |

| 4 fevereiro 2012 3 | Sporting CP | 0 – 1  | Gil Vicente | Lisbon                                                                |  |
|                    |             | report | Cláudio 54' | Estádio: Estádio José Alvalade Público: 23,801 Árbitro: Bruno Esteves |  |

### Liga Europa

#### Play-off
| 18 agosto 2011 1ª mão | Nordsjælland | 0 – 0  | Sporting CP | Farum, Denmark                                                               |  |
|                       |              | Report |             | Estádio: Farum Park Público: 3,891 Árbitro: Mark Courtney (Northern Ireland) |  |

| 25 agosto 2011 2ª mão | Sporting CP             | 2 – 1 (2 – 1 agr.) | Nordsjælland  | Lisbon, Portugal                                                                 |  |
|                       | Santos 77' · Evaldo 82' | Report             | Laudrup 90+3' | Estádio: Estádio José Alvalade Público: 24,048 Árbitro: Ovidiu Haţegan (Romania) |  |

#### Fase de grupos
| Equipe      | Pts | J | V | E | D | GP | GC | SG |
| ----------- | --- | - | - | - | - | -- | -- | -- |
| Sporting CP | 12  | 6 | 4 | 0 | 2 | 8  | 4  | +4 |
| Lazio       | 9   | 6 | 2 | 3 | 1 | 7  | 5  | +2 |
| Vaslui      | 6   | 6 | 1 | 3 | 2 | 5  | 8  | -3 |
| Zürich      | 5   | 6 | 1 | 2 | 3 | 5  | 8  | −3 |

| 15 setembro 2011 1 | Zürich | 0 – 2  | Sporting CP                    | Zürich, Switzerland                                                       |  |
|                    |        | Report | Insúa 4' · Van Wolfswinkel 21' | Estádio: Letzigrund Público: 10,400 Árbitro: Pol van Boekel (Netherlands) |  |

| 29 setembro 2011 2 | Sporting CP                       | 2 – 1  | Lazio       | Lisbon, Portugal                                                                 |  |
|                    | Van Wolfswinkel 21' · Insúa 45+2' | Report | Klose 45+2' | Estádio: Estádio José Alvalade Público: 33,725 Árbitro: Serge Gumienny (Belgium) |  |

| 20 outubro 2011 3 | Sporting CP                | 2 – 0  | Vaslui | Lisbon, Portugal                                                                |  |
|                   | Evaldo 43' · Fernández 70' | Report |        | Estádio: Estádio José Alvalade Público: 28,106 Árbitro: Clément Turpin (France) |  |

| 3 novembro 2011 4 | Vaslui   | 1 – 0  | Sporting CP | Piatra Neamţ, Romania                                                  |  |
|                   | Zmeu 30' | Report |             | Estádio: Ceahlăul Público: 4,000 Árbitro: Kristinn Jakobsson (Iceland) |  |

| 1 dezembro 2011 5 | Sporting CP                       | 2 – 0  | Zürich | Lisbon, Portugal                                                                  |  |
|                   | Van Wolfswinkel 15' · Bojinov 58' | Report |        | Estádio: Estádio José Alvalade Público: 13,414 Árbitro: Peter Rasmussen (Denmark) |  |

| 14 dezembro 2011 6 | Lazio                  | 2 – 0  | Sporting CP | Rome, Italy                                                          |  |
|                    | Kozák 42' · Sculli 55' | Report |             | Estádio: Stadio Olimpico Público: 8,295 Árbitro: Mike Dean (England) |  |

#### 1/16 final
| 16 fevereiro 2012 1ª mão | Legia Warsaw             | 2 – 2  | Sporting CP                    | Warsaw, Poland                                                             |  |
|                          | Wawrzyniak 37' · Gol 79' | Report | Carriço 60' · André Santos 88' | Estádio: Polish Army Stadium Público: 27,324 Árbitro: Matej Jug (Slovenia) |  |

| 23 fevereiro 2012 2ª mão | Sporting CP   | 1 – 0 (3 – 2 agr.) | Legia Warsaw | Lisbon, Portugal                                                                      |  |
|                          | Fernández 84' | Report             |              | Estádio: Estádio José Alvalade Público: 20,144 Árbitro: Vladislav Bezborodov (Russia) |  |

#### Oitavos-de-final
| 8 março 2012 1ª mão | Sporting CP | 1 – 0  | Manchester City | Lisbon, Portugal                                                                        |  |
| 19:00               | Xandão 51'  | Report |                 | Estádio: Estádio José Alvalade Público: 34,371 Árbitro: Carlos Velasco Carballo (Spain) |  |

| 15 março 2012 2ª mão | Manchester City                        | 3 – 2 (3 – 3a agr.) | Sporting CP                         | Manchester, England                                                        |  |
| 21:05                | Agüero 60', 83' · Balotelli 75' (pen.) | Report              | Fernández 33' · Van Wolfswinkel 40' | Estádio: Etihad Stadium Público: 38,021 Árbitro: Tom Harald Hagen (Norway) |  |

#### Quartos-de-final
| 29 março 2012 1ª mão | Sporting CP              | 2 – 1  | Metalist Kharkiv    | Lisbon, Portugal                                                                 |  |
| 21:05                | Izmailov 51' · Insúa 64' | Report | Xavier 90+1' (pen.) | Estádio: Estádio José Alvalade Público: 40,512 Árbitro: Wolfgang Stark (Germany) |  |

| 5 abril 2012 2ª mão | Metalist Kharkiv | 1 – 1 (2 – 3 agr.) | Sporting CP         | Kharkov, Ukraine                                                             |  |
| 21:05               | Cristaldo 57'    | Report             | Van Wolfswinkel 44' | Estádio: Metalist Stadium Público: 38,633 Árbitro: William Collum (Scotland) |  |

#### Meias-finais
| 19 abril 2012 1ª mão | Sporting CP           | 2 – 1  | Athletic Bilbao | Lisbon, Portugal                                                                |  |
| 21:05                | Insúa 76' · Capel 80' | Report | Aurtenetxe 54'  | Estádio: Estádio José Alvalade Público: 37,238 Árbitro: Jonas Eriksson (Sweden) |  |

| 26 abril 2012 2ª mão | Athletic Bilbao                                               | 3 – 1 (4 – 3 agr.) | Sporting CP                                           | Bilbao, Spain                                                                 |  |
| 21:05                | Susaeta 17' · Ibai 45+1', 76' · Amorebieta 54' · Llorente 88' | Report             | Van Wolfswinkel 10', 44' · Carriço 59' · Xandão 90+4' | Estádio: San Mamés Stadium Público: 37,598 Árbitro: Martin Atkinson (England) |  |

## Ligações Externas
- Site oficial do Sporting Clube de Portugal